# Zachyłek klinowo-sitowy
Zachyłek klinowo-sitowy (łac. recessus sphenoethmoidalis) – w anatomii człowieka przestrzeń w obrębie jamy nosowej zawarta pomiędzy tylnym końcem małżowiny nosowej górnej a ścianą przednią zatoki klinowej. Zachyłek jest ukształtowany w pełni u około 50% osób. Ograniczeniami zachyłka są:
- od góry – blaszka sitowa kości sitowej
- od tyłu – przednia ściana zatoki klinowej
- przyśrodkowo – przegroda nosowa
- od przodu i bocznie – małżowina nosowa górna lub najwyższa (jeżeli występuje)

Zachyłek otwiera się do dołu do nosogardła.
Do zachyłka klinowo-sitowego otwiera się naturalne ujście zatoki klinowej położone na przedniej ścianie zatoki klinowej. Poniżej ujścia znajduje się otwór klinowo-podniebienny przez który przebiega tętnica klinowo-podniebienna.